# Antoni Choroba
Antoni Choroba (20. února 1899 Gliwice – 1. července 1987 Świętochłowice) byl polský plebiscitový aktivista, slezský povstalec a poštář.
Pocházel z dělnické rodiny. Získal základní vzdělání a rychle začal pracovat; do roku 1918 pracoval v továrně na dráty v Gliwicích. Po válce se stal členem gymnastické asociace „Sokół“. Působil také v kulturních organizacích - byl dirigentem, zpěvákem a organizátorem lidových divadel v Gliwicích. Během plebiscitu působil jako agitátor a aktivista, který složil přísahu Polské vojenské organizaci Horního Slezska. Bojoval ve druhém a třetím slezském povstání.
V meziválečném období byl úředníkem katowické pošty. Během druhé světové války zoraganizoval spikleneckou buňku, používal poštovní ambulance a nelegální korespondenci z Krakova do Kielce, Gliwic i Opolí. Jeho pracovníci sledovali německou poštu a předávali z nich informace polským zpravodajským úřadům. Kromě toho zásilky zpožďovali v odesílání, odcizovali nebo je ničili.
Po roce 1945 pracoval jako vedoucí poštovního úřadu v Gliwicích, poté jako pracovník gliwických „Zakładach Urządzeń Technicznych“.